# Абдусаламов, Юсуп Рашидович
Юсу́п Раши́дович Абдусаламов (Абдусаломов) (8 ноября 1977, Ансалта, ДАССР, РСФСР, СССР) — российский, азербайджанский и таджикский борец вольного стиля, призёр Олимпийских игр 2008 года. По национальности — аварец.

## Биография
Родился в 1977 году в Махачкале (РСФСР, СССР), борьбой занялся с 1992 года. Впоследствии переехал в Азербайджан, и в 2000 году принял участие в квалификационном олимпийском турнире в Минске, чтобы представлять Азербайджан на Олимпийских играх в Сиднее, но стал лишь 12-м, и на Олимпиаду не поехал. С 2002 года стал выступать за Таджикистан.
В 2002 году завоевал серебряную медаль Азиатских игр. В 2003 году выиграл чемпионат Азии. В 2004 году принял участие в Олимпийских играх в Афинах, но там стал лишь 9-м. В 2007 году завоевал серебряную медаль чемпионата мира и бронзовую — чемпионата Азии. В 2008 году стал серебряным призёром Олимпийских игр в Пекине. В 2012 году стал обладателем бронзовой медали чемпионата Азии, но на Олимпийских играх в Лондоне был лишь 15-м.
С 2013 года главный тренер сборной Польши по вольной борьбе. В ноябре 2021 года возглавил сборную Румынии. В декабре 2022 года покинул сборную Румынии. 2 февраля 2023 года возглавил сборную Таджикистана.
В 2023 году Юсуп Абдусаламов был удостоен общественной награды - ордена «Народный Герой Дагестана», который ему вручил депутат Госдумы Сайгидпаша Умаханов.